# Thomas Drew-Bear
Thomas Drew-Bear (24 de setembre de 1943 – Lió, 1 de juliol de 2022) va ser un eminent hel·lenista dedicat especialment a l'epigrafia de Frígia. Llicenciat en estudis clàssics per la Universitat de Brown i doctorat a Harvard, fou membre del Centre nacional de la recerca científica de França. Va editar i estudiar nombroses inscripcions d'època hel·lenística i romana, així com també alguna alguna escrita en llengua frígia.